# Jamon Gordon
Jamon Alfred Lucas Gordon (Jacksonville, 18 luglio 1984) è un ex cestista statunitense, professionista in Europa.

## Carriera
Il 9 dicembre 2017 al termine della partita fra Pistoia e Pesaro ha annunciato il suo ritiro dal basket professionistico.

## Statistiche

### College
| Anno      | Squadra           | PG  | PT  | MP   | TC%  | 3P%  | TL%  | RP  | AP  | PRP | SP  | PP   |
| --------- | ----------------- | --- | --- | ---- | ---- | ---- | ---- | --- | --- | --- | --- | ---- |
| 2003-2004 | Virg. Tech Hokies | 24  | 23  | 33,3 | 36,5 | 28,0 | 67,3 | 4,4 | 4,5 | 2,8 | 0,5 | 9,8  |
| 2004-2005 | Virg. Tech Hokies | 29  | 29  | 33,9 | 41,6 | 26,4 | 58,1 | 5,1 | 4,1 | 2,3 | 1,1 | 10,9 |
| 2005-2006 | Virg. Tech Hokies | 30  | 28  | 34,9 | 45,9 | 28,6 | 65,3 | 6,0 | 4,4 | 2,1 | 0,7 | 11,4 |
| 2006-2007 | Virg. Tech Hokies | 34  | 33  | 31,6 | 46,1 | 26,8 | 63,2 | 4,5 | 4,5 | 2,8 | 0,5 | 11,4 |
| Carriera  | Carriera          | 117 | 113 | 33,4 | 42,9 | 27,5 | 63,3 | 5,0 | 4,4 | 2,5 | 0,7 | 10,9 |

### Eurolega
| Anno      | Squadra      | PG  | PT  | MP   | TC%  | 3P%  | TL%  | RP  | AP  | PRP | SP  | PP   |
| --------- | ------------ | --- | --- | ---- | ---- | ---- | ---- | --- | --- | --- | --- | ---- |
| 2009-2010 | Maroussi     | 16  | 16  | 30,1 | 45,6 | 23,3 | 55,2 | 3,5 | 3,1 | 1,8 | 0,2 | 11,2 |
| 2010-2011 | Olympiakos   | 19  | 7   | 19,5 | 42,7 | 30,8 | 66,7 | 2,6 | 1,5 | 1,6 | 0,2 | 4,5  |
| 2011-2012 | Galatasaray  | 16  | 12  | 25,7 | 44,9 | 30,4 | 69,2 | 4,1 | 3,2 | 1,8 | 0,4 | 9,3  |
| 2012-2013 | Anadolu Efes | 29  | 26  | 28,4 | 46,6 | 23,1 | 74,5 | 3,9 | 4,0 | 1,8 | 0,2 | 9,0  |
| 2013-2014 | Anadolu Efes | 21  | 21  | 31,9 | 41,7 | 30,3 | 65,4 | 3,2 | 5,2 | 2,0 | 0,5 | 9,9  |
| 2015-2016 | Darüşşafaka  | 24  | 21  | 24,6 | 42,9 | 39,5 | 79,3 | 2,6 | 3,5 | 1,6 | 0,2 | 8,2  |
| Carriera  | Carriera     | 125 | 103 | 26,8 | 44,2 | 29,8 | 69,0 | 3,3 | 3,5 | 1,8 | 0,3 | 8,6  |

## Palmarès

### Squadra
- Coppa di Grecia: 1

Olympiakos: 2010-2011
- Coppa del Presidente: 1

Galatasaray: 2011

### Individuale
- All-ACC Defensive Player of the Year (2007)